# Bầu cử tổng thống Campuchia, 1972
Cuộc bầu cử tổng thống Campuchia được tổ chức lần đầu tiên và cho đến nay chỉ một lần duy nhất tại Campuchia vào ngày 4 tháng 6 năm 1972, sau khi lật đổ chế độ quân chủ và thành lập nước Cộng hòa Khmer trong cuộc đảo chính năm 1970. Kết quả chiến thắng nghiêng về Lon Nol, giành được 54,9% phiếu bầu. Cử tri đi bầu là 57,6%.

## Kết quả
| Ứng cử viên                  | Đảng phái                    | Số phiếu  | %    |
| ---------------------------- | ---------------------------- | --------- | ---- |
| Lon Nol                      | Đảng Cộng hòa Xã hội         | 578,560   | 54,9 |
| In Tam                       | Đảng Dân chủ                 | 257,496   | 24,4 |
| Keo An                       | Đảng Cộng hòa                | 217,174   | 20,6 |
| Phiếu không hợp lệ hay trắng | Phiếu không hợp lệ hay trắng | 6,275     | -    |
| Tổng số phiếu                | Tổng số phiếu                | 1.059.505 | 100  |
| Nguồn: Nohlen                |                              |           |      |